# Pathiri (pain)
Pour les articles homonymes, voir Pathiri.
Le pathiri (malayalam : പത്തിരി) est une galette à base de farine de riz. Il fait partie de la cuisine locale des Mappila dans la région du Malabar (État du Kerala, Inde du Sud). Le riz concassé est transformé en une pâte blanche et cuit sur des moules appelés oadu. Après façonnage, il est parfois trempé dans du lait de coco pour le garder doux et améliorer son goût.

## Caractéristiques

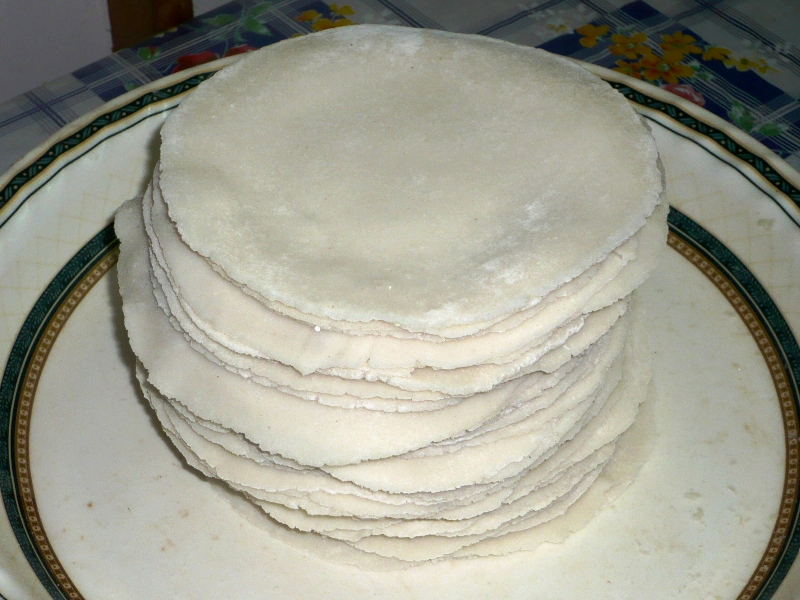
Pile de pathiri.

Le pathiri est également connu sous les noms de ari pathil ou pathil dans certaines parties de la région de Malabar. Le mot pathiri trouve son origine dans le mot arabe fateerah فطيرة, qui signifie « pâtisserie ». Le pathiri est un plat populaire parmi les musulmans du Kerala. Il est généralement préparé pour le dîner et servi avec de la viande ou du poisson. Dans certaines régions, le pathiri est régulièrement servi pendant l'Iftar, durant le mois de jeûne musulman du Ramadan.
Les variantes du pathiri incluent le neypathiri (fait avec du ghee), le poricha pathiri (frit plutôt que cuit au four), le meen pathiri (farci de poisson) et l'irachi pathiri (farci de bœuf).

## Irachi pathiri
L'Irachi pathiri ou irachi pathil est très populaire dans le nord du Malabar et est une collation très courante dans les régions de Thalassery, Vatakara et Malappuram. Il est fait de la même manière qu'un samosa, mais la seule différence est que la peau extérieure dans laquelle le masala est farci est faite de farine de blé. Dans certains endroits, de la farine blanche est utilisée pour la confectionner la peau. Il est fait en farcissant un masala fait de poulet ou de viande cuite émietté à la main, en ajoutant de l'oignon, des piments verts, du curcuma à l'ail et de la poudre de chili puis en chauffant jusqu'à ce que les oignons soient bruns et qu'une pellicule de beurre clarifié se forme à feu moyen. La peau déjà préparée et frite dans l'huile est ensuite farcie à la taille des samoussas qui sont communs dans le nord de l'Inde mais contrairement aux samoussas, les peaux ne sont pas grillées.